# Meswat Asmare
Meswat Asmare Dagnaw (* 23. Februar 2001) ist eine äthiopische Hindernisläuferin.

## Sportliche Laufbahn
Erste internationale Erfahrungen sammelte Meswat Asmare 2017 bei den Jugendweltmeisterschaften in Nairobi, bei denen sie im 2000-Meter-Hindernislauf disqualifiziert wurde. Zwei Jahre später gewann sie bei der Sommer-Universiade in Neapel in 9:45,48 min die Bronzemedaille hinter der Polin Alicja Konieczek und Belén Casetta aus Argentinien.

## Bestleistungen
- 3000 m Hindernis: 9:45,48 min, 11. Juli 2019 in Neapel